# Societat Catalana d'Estudis Jurídics
Societat Catalana d'Estudis Jurídics (SCEJ) és una societat filial de l'Institut d'Estudis Catalans adscrita a la Secció de Filosofia i Ciències Socials. Va crear-se l'any 1987 quan es va dividir la Societat Catalana d'Estudis Jurídics Econòmics i Socials que havia estat creada el 1950. La seva finalitat és el conreu de l'estudi i de la investigació del dret en general i especialment del dret català, la difusió del seu coneixement i la publicació de treballs relacionats organitzant cursos i conferències. Publica la Revista Catalana del Dret Privat i la Revista del Dret Històric Català.
És regida per una Assemblea General, que constitueix l'òrgan sobirà, i la Junta de Govern, òrgan superior de gestió, representació i administració. El seu president actual és Josep Cruanyes i Tor i els vicepresidents Xavier Genover i Huguet i Joan Ollé i Favaro.